# Il genio criminale di Mr. Reeder
Il genio criminale di Mr. Reeder (The Mind of Mr. J.G. Reeder) è una serie televisiva britannica in 16 episodi trasmessi per la prima volta nel corso di 2 stagioni dal 1969 al 1971. È basata sulla raccolta di racconti The Mind of Mr. J. G. Reeder (L'astuzia del signor Reeder o anche L'astuzia di Mr. Reeder in italiano) di Edgar Wallace del 1925.
È una serie poliziesca incentrata sui casi affrontati dall'intuitivo detective J. G. Reeder, che lavora per l'ufficio del pubblico ministero. Per risolvere i casi che gli vengono assegnati, Reeder ragiona come un criminale.

## Personaggi e interpreti
- J. G. Reeder (stagioni 1-2), interpretato da Hugh Burden.
- Sir Jason Toovey (stagioni 1-2), interpretato da Willoughby Goddard.
- Mrs. Houchin (stagioni 1-2), interpretata da Mona Bruce.
- Ispettore Pyne (stagioni 1-2), interpretato da Windsor Davies.
- Margaret Belman (stagione 1), interpretata da Virginia Stride.
- Lord Nettlefold (stagioni 1-2), interpretato da Mark Dignam.
- Lew Kassio (stagioni 1-2), interpretato da Harry Towb.
- Lord Rothbard (stagioni 1-2), interpretato da Geoffrey Lumsden.
- Miss Pangbourne (stagione 1), interpretata da Alison McMurdo.
- Danny (stagione 2), interpretato da Geoffrey Hughes.
- Miss Belman (stagione 2), interpretata da Gillian Lewis.

## Produzione
La serie fu prodotta dalla Thames Television

### Registi
Tra i registi sono accreditati:
- Mike Vardy in 3 episodi (1969-1971)
- Kim Mills in 3 episodi (1969)
- Peter Duguid in 3 episodi (1971)
- Dennis Vance

### Sceneggiatori
Tra gli sceneggiatori sono accreditati:
- Edgar Wallace in 13 episodi (1969-1971)
- Gerald Kelsey in 4 episodi (1969-1971)
- Vincent Tilsley in 3 episodi (1969)
- Emanuel Litvinoff in 2 episodi (1971)
- Michael Potter

## Distribuzione
La serie fu trasmessa nel Regno Unito dal 23 aprile 1969 al 7 giugno 1971 sulla rete televisiva ITV. In Italia è stata trasmessa da Rai 1 con il titolo Il genio criminale di Mr. Reeder dal 5 ottobre 1977 al 18 gennaio 1978. È stata distribuita anche in Germania Est nel 1980 con il titolo Der Spürsinn des Mr. Reeder.

## Episodi
| Stagione         | Episodi | Prima TV Regno Unito | Prima TV Italia |
| ---------------- | ------- | -------------------- | --------------- |
| Prima stagione   | 8       | 1969                 | 1977-1978       |
| Seconda stagione | 8       | 1971                 | 1977-1978       |